# Dolina Miłości
Dolina Miłości – dolina w Górach Kruczych w Sudetach Środkowych w woj. dolnośląskim
Dolina Miłości położona jest ok. 2 km na południe od centrum Lubawki. Jest to płaskodenna dolina, która odchodzi na południowy zachód od Kruczej Doliny i ciągnie się wzdłuż potoku Miłość, między wzniesieniami Gór Kruczych, Bógdał (747 m n.p.m.) od wschodu a Polską Górą (792 m n.p.m.) i Sępią Górą (740 m n.p.m.) od zachodu. Dolina stanowi miejsce spacerowe zakochanych par, stąd w obrębie doliny takie zagęszczenie miłosnych nazw.